# シクレノンシェリフ
シクレノンシェリフ（欧字名: Cyclennon Sheriff、1990年4月21日 - 不明）は、日本の競走馬。主な勝ち鞍に1993年の毎日杯。

## 戦績
1993年2月28日に阪神競馬場での新馬戦でデビューし、メジロマックイーンの半弟メジロランブールに続く2番人気に推され、レースでは4番手から抜け出して、逃げたメジロランブールを差して3馬身半差をつけて勝ち上がる。2走目の毎日杯では1戦1勝の身ながら1番人気に支持され、後方から進出して最後はエアマジックを頭差抑えて優勝。間に一戦を挟まない形で新馬→重賞と連勝したが、年明けデビューの4歳牡馬でこれを達成したのは史上初めてのことであった。皐月賞ではウイニングチケット、ビワハヤヒデ、ナリタタイシンのいわゆる「3強」に次ぐ4番人気に支持され、勝ったナリタタイシンから0秒3差の4位に入線したが、3位入線のガレオンが8着に降着となったため3着に繰り上がった。東京優駿（日本ダービー）でもウイニングチケットら3強とNHK杯勝ちのマイシンザンに次ぐ5番人気に支持されたが、好位追走から後退して14着に終わった。
その後、競走馬総合研究所の温泉で長期療養に入り、1994年4月17日阪神の陽春ステークスで戦列に復帰するが8着。再び競走馬総合研究所に療養放牧に出され、2年近くのちの1996年2月の京都競馬場の1500万下特別松籟ステークスで復帰したが、レース中に故障を発生して競走中止、これが最後のレースとなった。
引退後は乗用馬となり、静岡県掛川市のヤマハリゾートつま恋などで繋養されていたが、現在の消息は不明。

## 競走成績
以下の内容は、netkeiba.comおよびJBISサーチに基づく。
| 年月日     | 競馬場 | 競走名   | 格   | 距離（馬場）  | 頭数 | 枠番 | 馬番 | オッズ（人気） | 着順 | タイム （上り3F/4F） | 着差 | 騎手     | 斤量 （kg） | 勝ち馬/（2着馬）     |
| ---------- | ------ | -------- | ---- | ------------- | ---- | ---- | ---- | -------------- | ---- | -------------------- | ---- | -------- | ----------- | -------------------- |
| 1993.02.28 | 阪神   | 4歳新馬  |      | 芝2000m（稍） | 10   | 1    | 1    | 03.3（2人）    | 1着  | 2:06.7 (49.6)        | -0.6 | 松永幹夫 | 55          | （メジロランブール） |
| 0000.03.28 | 阪神   | 毎日杯   | GIII | 芝2000m（稍） | 13   | 3    | 4    | 03.0（1人）    | 1着  | 2:06.4 (49.1)        | -0.0 | 松永幹夫 | 55          | （エアマジック）     |
| 0000.04.18 | 中山   | 皐月賞   | GI   | 芝2000m（良） | 18   | 1    | 1    | 16.8（4人）    | 3着  | 2:00.5 (35.6)        | -0.3 | 松永幹夫 | 57          | ナリタタイシン       |
| 0000.05.30 | 東京   | 東京優駿 | GI   | 芝2400m（良） | 18   | 7    | 13   | 09.6（5人）    | 14着 | 2:28.6 (39.1)        | -3.1 | 松永幹夫 | 57          | ウイニングチケット   |
| 1994.04.17 | 阪神   | 陽春S    | OP   | 芝1600m（良） | 17   | 1    | 1    | 04.8（1人）    | 8着  | 1:34.7 (35.9)        | -0.7 | 松永幹夫 | 55          | インターマイウェイ   |
| 1996.02.04 | 京都   | 松籟S    | 1500 | 芝2400m（良） | 13   | 6    | 8    | 05.7（4人）    |      | 競走中止             |      | 松永幹夫 | 56          | サイレントトーキー   |

## 血統表
| シクレノンシェリフの血統                   | シクレノンシェリフの血統                         | シクレノンシェリフの血統               | （血統表の出典）                       | （血統表の出典） |
| 父系                                       | ロベルト系                                       | ロベルト系                             | ロベルト系                             | [ § 2 ]          |
| 父 *リアルシャダイ Real Shadai 1979 黒鹿毛 | 父の父Roberto 1969 鹿毛                          | Hail to Reason                         | Turn-to                                | Turn-to          |
| 父 *リアルシャダイ Real Shadai 1979 黒鹿毛 | 父の父Roberto 1969 鹿毛                          | Hail to Reason                         | Nothirdchance                          |                  |
| 父 *リアルシャダイ Real Shadai 1979 黒鹿毛 | 父の父Roberto 1969 鹿毛                          | Bramalea                               | Nashua                                 | Nashua           |
| 父 *リアルシャダイ Real Shadai 1979 黒鹿毛 | 父の父Roberto 1969 鹿毛                          | Bramalea                               | Rarelea                                |                  |
| 父 *リアルシャダイ Real Shadai 1979 黒鹿毛 | 父の母Desert Vixen 1970 黒鹿毛                   | In Reality                             | Intentionally                          | Intentionally    |
| 父 *リアルシャダイ Real Shadai 1979 黒鹿毛 | 父の母Desert Vixen 1970 黒鹿毛                   | In Reality                             | My Dear Girl                           |                  |
| 父 *リアルシャダイ Real Shadai 1979 黒鹿毛 | 父の母Desert Vixen 1970 黒鹿毛                   | Deset Trial                            | Moslem Chief                           | Moslem Chief     |
| 父 *リアルシャダイ Real Shadai 1979 黒鹿毛 | 父の母Desert Vixen 1970 黒鹿毛                   | Deset Trial                            | Scotch Verdict                         |                  |
| 母 ダイナシュガー 1981 鹿毛                | 母の父*ノーザンテースト Northern Taste 1971 栗毛 | Northern Dancer                        | Nearctic                               | Nearctic         |
| 母 ダイナシュガー 1981 鹿毛                | 母の父*ノーザンテースト Northern Taste 1971 栗毛 | Northern Dancer                        | Natalma                                |                  |
| 母 ダイナシュガー 1981 鹿毛                | 母の父*ノーザンテースト Northern Taste 1971 栗毛 | Lady Victoria                          | Victoria Park                          | Victoria Park    |
| 母 ダイナシュガー 1981 鹿毛                | 母の父*ノーザンテースト Northern Taste 1971 栗毛 | Lady Victoria                          | Lady Angela                            |                  |
| 母 ダイナシュガー 1981 鹿毛                | 母の母サンドラターフ 1974 鹿毛                   | *ヒッティングアウェー Hitthing Away    | Ambiorix                               | Ambiorix         |
| 母 ダイナシュガー 1981 鹿毛                | 母の母サンドラターフ 1974 鹿毛                   | *ヒッティングアウェー Hitthing Away    | Striking                               |                  |
| 母 ダイナシュガー 1981 鹿毛                | 母の母サンドラターフ 1974 鹿毛                   | *ロイヤルレジナ Royal Regina           | Fleet Nasrullah                        | Fleet Nasrullah  |
| 母 ダイナシュガー 1981 鹿毛                | 母の母サンドラターフ 1974 鹿毛                   | *ロイヤルレジナ Royal Regina           | Fine Gatch                             |                  |
| 母系(F-No.)                                | ロイヤルレジナ(USA)系(FN:3-d)                    | ロイヤルレジナ(USA)系(FN:3-d)          | ロイヤルレジナ(USA)系(FN:3-d)          | [ § 3 ]          |
| 5代内の近親交配                            | Nasrullah 5×5、Lady Angela 5･4（母内）           | Nasrullah 5×5、Lady Angela 5･4（母内） | Nasrullah 5×5、Lady Angela 5･4（母内） | [ § 4 ]          |
| 出典                                       | 1. 2. 3. 4.                                      | 1. 2. 3. 4.                            | 1. 2. 3. 4.                            | 1. 2. 3. 4.      |

- 母ダイナシュガーは報知杯4歳牝馬特別優勝[13]。
- 全兄にムッシュシェクル（アルゼンチン共和国杯・日経新春杯・阪神大賞典）、近親にデモリションマン（新潟ジャンプステークス）[12]。